# Whitsunday Island
Whitsunday Island ist die größte der Whitsunday Islands, die vor Queensland (Australien) im Pazifik liegt. Die Insel ist unbewohnt und bietet viele Tourismusattraktionen für Tagesbesucher und für Übernachtsegler, unter anderem die wunderschönen Sandstrände mit klarem Wasser von Whitehaven Beach und Hill Inlet, die sicheren schönen Ankerplätze von Cid Harbour, sowie die gut geschützten Wasserwege von Gulnare Inlet.
Die Insel ist vom Festland aus von den Tourismushochburgen Airlie Beach und Shute Harbour erreichbar.